# Grubschütz
Grubschütz, obersorbisch Hrubjelčicyⓘ, ist ein Dorf im sächsischen Landkreis Bautzen. Es zählt zur Oberlausitz und gehört seit 1999 zur Gemeinde Doberschau-Gaußig. Der Ort zählt zum offiziellen sorbischen Siedlungsgebiet in Sachsen.

## Geographie
Grubschütz liegt etwa vier Kilometer südwestlich von Bautzen zwischen 200 und 215 Metern ü. NN. Die Umgebung ist hügelig; die Ortslage fällt in Richtung Südosten ins Tal der Spree ab. Der Fluss hat ober- und unterhalb des Ortes ein enges Tal ausgewaschen. Links und rechts der Spree erheben sich streckenweise Granitwände, die zum Klettern genutzt werden. Zwischen Grubschütz und Bautzen liegt das Naherholungsgebiet Humboldthain, ein beliebtes Ausflugsziel für die Bautzener.
Der Ort besteht aus zwei Kernsiedlungsteilen. Der ältere Rundweiler im Süden liegt auf einer Anhöhe über der Spree; der jüngere Teil im Norden an der Straße in Richtung Bautzen. Die Nachbarorte sind Stiebitz im Norden, Preuschwitz im Osten, Doberschau im Süden und Techritz im Südwesten.

## Geschichte

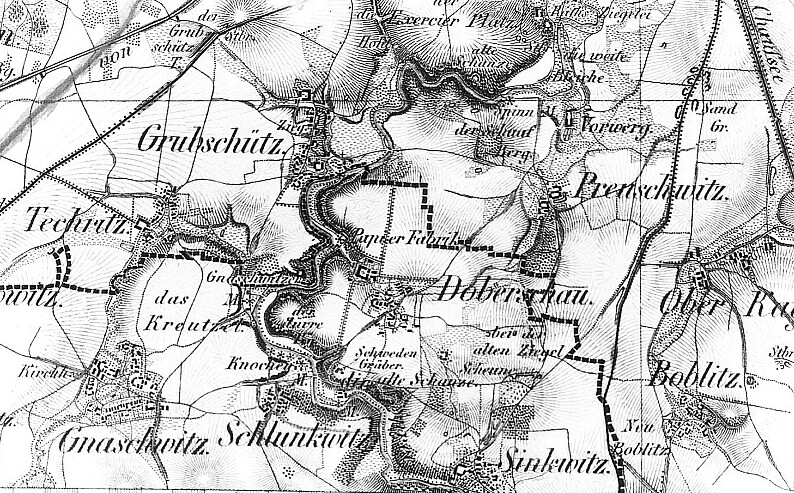
Karte von Oberreit um 1845 mit Grubschütz

Der Ort wird erstmals 1419 als Gropschitz erwähnt. Über die Zwischenform Rubelschitz (16./17. Jhd.), die der sorbischen Bezeichnung näher steht, entwickelte sich der Ortsname bis 1768 zur heutigen Form.
In der Schlacht bei Bautzen im Mai 1813 wurde die Spreeaue bei Grubschütz vom südlichen Flügel der französischen Truppen unter Marschall Oudinot für den Übergang über den Fluss genutzt, da sie aufgrund ihrer Lage zwischen den Steiltälern im Norden und Süden gut zu kontrollieren ist.
Bis zum 30. Juni 1950 war Grubschütz eine eigenständige Landgemeinde. Dann wurde es nach Doberschau eingemeindet, mit dem es 1994 zur Gemeinde Gnaschwitz-Doberschau und 1999 zu Doberschau-Gaußig kam.

## Bevölkerung
Die letzten Bevölkerungsdaten für die Gemeinde Grubschütz geben für 1946 407 Einwohner an. 1890 hatte der Ort nur 177 Einwohner.
Für seine Statistik über die sorbische Bevölkerung in der Oberlausitz ermittelte Arnošt Muka in den achtziger Jahren des 19. Jahrhunderts eine Bevölkerungszahl von 150 Einwohnern; davon waren 124 Sorben (83 %) und 26 Deutsche. Der Gebrauch der sorbischen Sprache ist in Grubschütz seither stark zurückgegangen.

## Religion
Der Ort ist sowohl katholisch als auch evangelisch nach Bautzen gepfarrt. Die letzten Angaben zur Religionszugehörigkeit stammen von 1925. Damals waren 224 von 281 Einwohnern evangelisch-lutherisch (80 %) und 57 katholisch (20 %).

## Infrastruktur

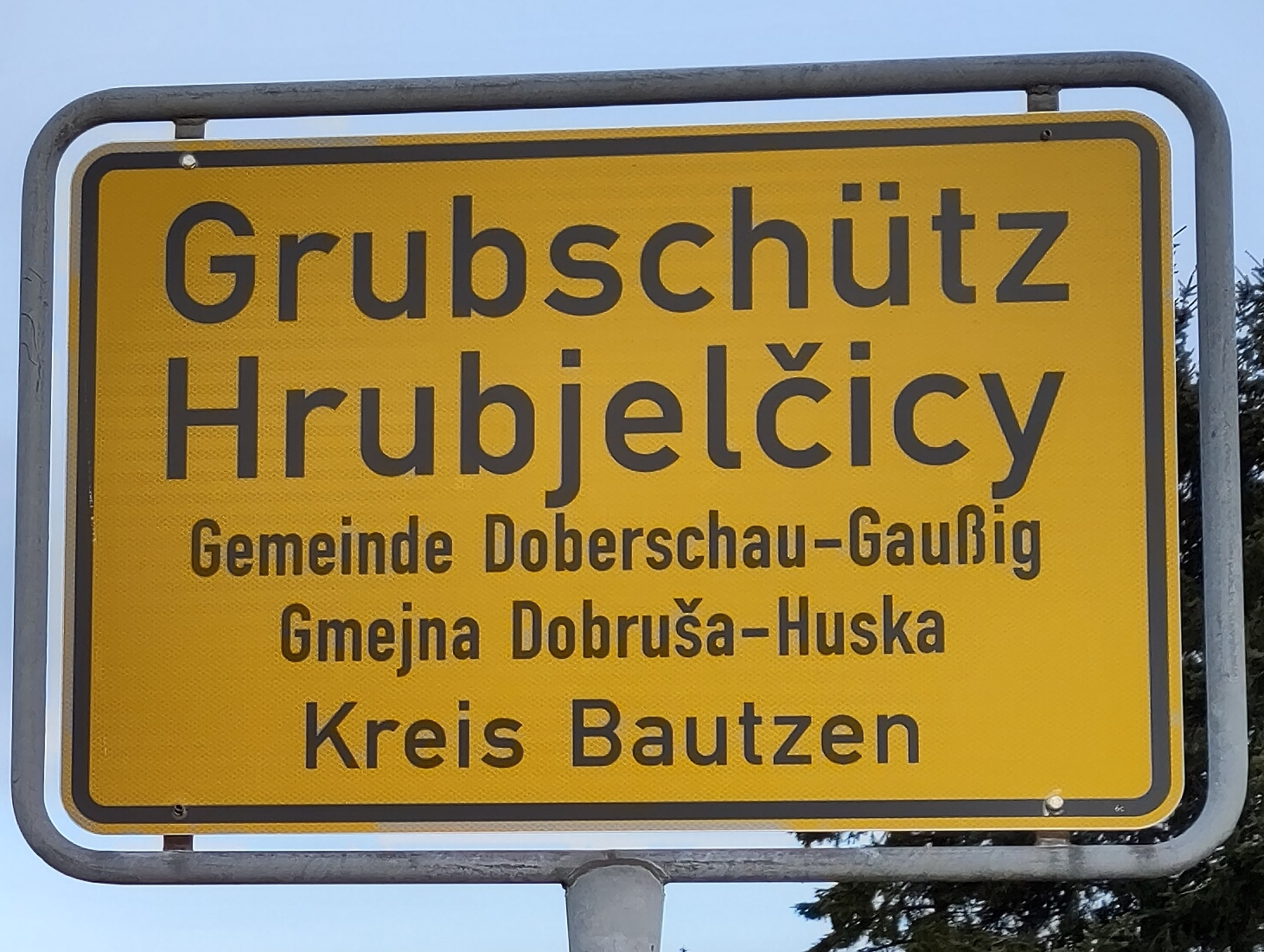
Ortsschild von Grubschütz/Hrubjelčicy

Grubschütz liegt etwas südlich der Staatsstraße 119 (Bautzen-Neukirch). Die nächste Anschlussstelle der Autobahn 4 (Salzenforst) befindet sich etwa sechs Kilometer entfernt in nordwestlicher Richtung und ist über den Autobahnzubringer S 106 zu erreichen, der westlich von Grubschütz von der S 119 abzweigt. Regionalbuslinien verbinden den Ort mit der Stadt Bautzen.

## Persönlichkeiten
- Martha Fuchs (1892–1966), SPD-Politikerin, geboren in Grubschütz